# Измельчание Свободы
«Измельча́ние Свобо́ды» (Слово при получении премии «Фонда свободы») — публичная речь Александра Солженицына, произнесённая при получении премии «Фонда Свободы» в Гуверовском институте 1 июня 1976 года. Впервые напечатана на английском языке Гуверовским институтом в книге «Solzhenitsyn speaks at the Hoover Institution…» (май — июнь 1976), на русском — в журнале «Вестник РХД» (№ 118, 1976).
Это выступление содержит в сжатом виде давние мысли Солженицына, высказанные им ранее в нескольких публицистических работах, в частности, в статьях, изданных в сборнике «Из-под глыб» (1974), а также в эссе и выступлениях, сделанных после высылки из СССР. Основная тема выступления — критика вырождения («измельчания», по словам автора) современного западного демократического общества, негативных аспектов «свободы»:

В такой ситуации, как сегодня, легче всего поддаться декламации о мрачных пропастях тоталитаризма и восхвалению светлых твердынь западной свободы. Гораздо трудней, но и плодотворней, посмотреть критически на самих себя. Если область свободных общественных систем на Земле всё сужается и огромные континенты, недавно как будто получавшие свободу, утягиваются в область тираний, то в этом виноват не только тоталитаризм, для которого проглатывать свободу есть функция естественного роста, но, очевидно, и сами свободные системы, что-то утерявшие в своей внутренней силе и устойчивости. <…> Я осмелюсь обратить ваше внимание на некоторые аспекты свободы, о которых не модно говорить, но от этого они не перестают быть, значит и влиять.